# Ninja Gaiden II: The Dark Sword of Chaos
Ninja Gaiden II: The Dark Sword of Chaos, в Японии известна как Ниндзя Рюкэндэн 2: Анкоку но Дзясинкэн (яп. 忍者龍剣伝 II 暗黒の邪神剣), а в Европе Shadow Warriors II: The Dark Sword of Chaos — видеоигра в жанре платформер разработана и издана Tecmo для Nintendo Entertainment System (NES).
Является продолжением игры 1988 года Ninja Gaiden. Выпущена в Японии 6 апреля 1990 года, в Северной Америке в мае 1990 года, и в Европе 27 октября 1994 года. В 1991 году игра была портирована на Commodore Amiga и DOS компанией GameTek. Является частью компиляции Ninja Gaiden Trilogy, изданной на SNES в 1995 году. 15 октября 2007 года была выпущена на Wii в сервисе Virtual Console.
Действие в игре происходит спустя год после событий Ninja Gaiden, первой игры в трилогии. Злой император Аштар (англ. Ashtar) разработал коварный план, по захвату мира и погружению его во тьму, с помощью меча, именуемого "Тёмный меч Хаоса".
Агент американской армии по имени Роберт Т.С. (англ. Robert T. S.) вербует главного героя игры Рю Хаябуса (англ. Ryu Hayabusa), говоря, что он единственный, кто может остановить Аштара. Игра получила положительные отзывы таких изданий, как  Electronic Gaming Monthly и Nintendo Power и продолжает занимать высокий рейтинг. Была номинирована в нескольких категориях Nintendo Power в 1991 году. В целом, рецензенты отметили, что визуальные эффекты и элементы управления Ninja Gaiden II улучшены по сравнению с первой игрой, сохранив при этом высокий уровень сложности для игроков. Критике был подвергнут предсказуемый сюжет игры.

## Сюжет
История начинается спустя год после событий первой игры Ninja Gaiden. В тёмном царстве злой властитель Аштар разрабатывает план, чтобы властвовать над Землёй, открыв ворота тьмы. Специальный агент разведки армии США  Роберт Т.С. отправляется, чтобы найти Рю и остановить Аштара. Роберт сообщает Рю, что Ирэн Лью (англ. Irene Lew), подруга главного героя из первой части, была захвачена в плен и что он должен пойти в некую башню, чтобы спасти её.
Преодолев состав из товарных вагонов и пробравшись через горы, в которых расположена башня, Рю попадает в засаду к злодею, который представляется как сторонник всемирного хаоса, во главе с императором тьмы Аштаром. На вершине башни Рю находит Ирэн, пленённую Аштаром. Аштар пытается поразить Рю энергией из своего меча, но появляется Роберт и стреляет Аштару в спину, останавливая его. Отвергнув призыв Роберта сложить меч и сдаться, Аштар скрывается с Ирэн, призвав Рю следовать за ним в Лабиринт Тьмы.
Роберт рассказывает Рю о заговоре Аштара по захвату власти над миром, используя всю мощь своего Тёмного меча Хаоса. Роберт умоляет Рю остановить Аштара до того, как Меч Хаоса достигнет своей полной мощи. Преодолев лабиринт Тьмы и мир Хаоса, наш герой на расстоянии слышит отголоски злодейского плана. Рю настигает Аштара. Тот освобождает Ирэн, но стоило девушке сделать пару шагов к Рю, как Аштар пронзает её в спину своим мечом. Эту сцену видит появившийся Роберт. Мечом Хаоса Аштар выпускает в Роберта энергетический заряд и вступает с Рю в бой. Рю наносит поражение злому властителю, но перед смертью Аштар молвит, что сила Тьмы скоро пробудится, и призывает силы Хаоса окутать мир во тьму. И, когда он произнёс свои слова, меч Хаоса растворился в воздухе.
После смерти Аштара Ирэн сообщает Рю, что необходимо уничтожить некий алтарь, подготовленный злодеем, для открытия ворот Тьмы. Рю прощается с Ирэн, пообещав вернуться, как только появится возможность, попросив Роберта позаботиться об Ирэн и покинуть мир Хаоса.
В то время как Рю продвигался в мир Тьмы, Ирэн и Роберта, проделывающих путь назад, останавливает тёмная фигура незнакомца.
После победы над существом из предыдущей части игры Рю находит на земле смертельно раненного Роберта. Тот поведал, что Ирэн была вновь захвачена, и нужно предотвратить открытие ворот Тьмы. Роберт просит оставить его.
Рю настигает похитителя с Ирэн, находящихся у алтаря. В тёмной фигуре Рю узнаёт Жако (англ. Jaquio) — главного злодея предыдущей игры Ninja Gaiden.
Жако раскрывает Рю свой злодейский план. То, что Аштар был всего лишь пешкой в его замысле, пробудить истинное зло. С помощью меча Хаоса и жизненной силы Ирэн будут открыты врата Тьмы и призваны все демоны.
Рю вступает в бой со злодеем и побеждает Жако. Вместе с Ирэн они пытаются уничтожить алтарь. Но кровь Жако пробуждает Тёмный меч, который открывает врата Тьмы. Меч Хаоса поражает Рю и Ирэн энергией.
Жако два раза возрождается в мощную, дьявольскую стену. Рю вновь и вновь атакует его. Наконец с помощью силы своего меча Дракона герой побеждает зло, и меч Хаоса распадается, закрывая врата Тьмы.
Храм начинает рушиться, Рю спешно покидает его пределы, вынося Ирэн на руках.
Полагая, что Ирэн погибла, он оплакивает её, но сила меча Дракона оживляет Ирэн. Рю сообщает ей, что всё окончено, и вместе с Ирэн, на вершине горы, они наблюдают закат...

## Игровой процесс
Игра, как и её предшественница Ninja Gaiden, представляет собой классический платформер и поделена на несколько уровней, называемых "Актами". Игрок управляет персонажем Рю Хаябуса (Ryu Hayabusa) и, сражаясь с противниками, преодолевает препятствия, с помощью прыжков. Также возможно зацепляться за стены и лестницы и отталкиваться от них в прыжке. Появились две новые способности по сравнению с предыдущей игрой: ползать по стенам, не снабжённым лестницами, и атаковать вспомогательными приёмами с лестниц и стен. Персонаж имеет шкалу здоровья в виде делений, расположенную в верхней части экрана. При прямом столкновении с врагами или выстрелами от них игрок получает ущерб. Игрок теряет жизнь, если шкала здоровья закончится, Рю упадёт в пропасть, или таймер отведённого времени истечёт. После потери всех жизней игра заканчивается, после этого можно продолжить игру с начала уровня.
Основное оружие героя — меч Дракона, ударами которого игрок уничтожает врагов. Также в арсенале Рю присутствуют спецатаки. Элементы для этих приёмов, в виде стеклянных сфер, раскиданы по уровням в подвешенном состоянии на протяжении всей игры, и игроку необходимо собирать эти предметы, для смены способности, и пополнения запаса силы ниндзя, которая расходуется при совершении спецприёмов.
Варианты спецатак схожи с теми, что были в первой части игры, за исключением некоторых. Появилась новая способность. Собирая сферы оранжевого цвета, с изображением ниндзя, персонаж расщепляется, создавая "тени" (двойники героя), повторяющие все его движения. Это ощутимо повышает мощь атак Рю и упрощает поединки с боссами.

## Отзывы и критика
| Иноязычные издания                       | Иноязычные издания                                                       |
| Издание                                  | Оценка                                                                   |
| ---------------------------------------- | ------------------------------------------------------------------------ |
| AllGame                                  | 4 из 5 звёзд · 4 из 5 звёзд · 4 из 5 звёзд · 4 из 5 звёзд · 4 из 5 звёзд |
| EGM                                      | 9/9/9/8                                                                  |
| GameSpot                                 | 7,5 of 10                                                                |
| IGN                                      | 8,5 of 10                                                                |
| Награды                                  |                                                                          |
| Издание                                  | Награда                                                                  |
| Game Player's NES Excellence Award, 1990 |                                                                          |

Electronic Gaming Monthly в конце 1989 и начале 1990 годов высоко оценила игру за взрывной сюжет, с закрученными поворотами. В январском номере журнала Стив Харрис (Steve Harris) сказал, что игра сделала шаг вперёд, по сравнению с первой частью. Он отметил новые способности, плавную прокрутку фона, и более кинематографические ролики. В США игра была представлена в 1990 году в рамках выставки Consumer Electronics Show, проходившей в Лас-Вегасе, на которой Nintendo Power присудил игре рейтинг в четыре звезды, за выдающиеся кинематографические сцены.
После релиза, в четвёртом номере журнала, игра попала в список "Top 30" за сентябрь/октябрь 1990 года. В марте 1991 года игра была номинирована в рамках "Nintendo Power Awards '90" в следующих категориях: "Best Theme & Fun"; "Best Play Control"; "Best Hero" (Ryu Hayabusa); "Best Bad Guy" (Ashtar); и "Best Overall", но не победила ни в одной категории.
Позже, в сентябре 1997 года, на страницах 100 номера Nintendo Power игра попала в список "100 лучших игр всех времён и народов" и расположилась там на 49 позиции. В 1991 году игра завоевала признание игроков в рамках "Game Player's NES Excellence Award" как лучшая игра на NES в 1990 году.
В июле 1990 года Ninja Gaiden II была высоко оценена Electronic Gaming Monthly. На страницах журнала многие критики отмечали, что игра сделала шаг вперёд, став достойным продолжением серии. Графика, сюжет, игровой процесс и сложность были отмечены как "почти идеальные". Печатались иллюстрации по прохождению первых актов игры. Давались советы по прохождению.
Ninja Gaiden II повторно обозревалась в 2007 году, после выхода её в сервисе Virtual Console, и получила как похвалу, так и критику экспертов.
Остин Шу (Austin Shau) из GameSpot, сравнивая игру с первой частью, отметил высокую сложность и отзывчивое управление. Хвалил Tecmo за художественные сцены в игре, благодаря которым сюжетные диалоги не были утомительными. Он также отмечал улучшенные визуальные и звуковые эффекты, множество деталей на заднем плане и хорошую скорость. Лукас Томас (Lucas Thomas) из IGN положительно оценил улучшения элементов управления, способность Рю карабкаться по стенам, и возможность производить спецатаки, будучи на стене.
Единственной критикой Томаса в игре было то, что сюжет был не так хорош, как его предшественник, и показался более предсказуемым.
- Ninja Gaiden II: The Dark Sword of Chaos Instruction Manual (англ.). — Tecmo, 1990.
- Ninja Gaiden II Strategy Guide (англ.) // Nintendo Power. — Redmond, WA: Nintendo of America. — No. 15.
- Tecmo, Ninja Gaiden II: The Dark Sword of Chaos. Изд. Tecmo. (май 1990).